# Fëdor Fëdorovič Lužin
Fëdor Fëdorovič Lužin, in russo Фёдор Фёдорович Лужин? (1695 – 1727), è stato un geodeta e cartografo russo.

## Biografia
Ha frequentato la Scuola di scienze matematiche e di navigazione di Mosca e poi il corso di geodetica all'Accademia Navale di San Pietroburgo (fino al 1718).
Negli anni 1719-1721, insieme a Ivan Michajlovič Evreinov, ha preso parte alla mappatura della Kamčatka e delle isole Curili. Nel 1723-1724, ha esplorato diverse parti della Siberia orientale. Nel 1725-1727, ha partecipato alla prima spedizione in Kamčatka guidata da Vitus Bering.

## Luoghi a lui dedicati
- Stretto di Lužin (пролив Лужина) che separa l'isola di Anciferov da Paramušir.
- Il golfo di Lužin (бухта Лужина)[4], nella parte settentrionale del mare di Ochotsk. 59°16′26″N 147°38′02″E.